# Emil Abrahamsen

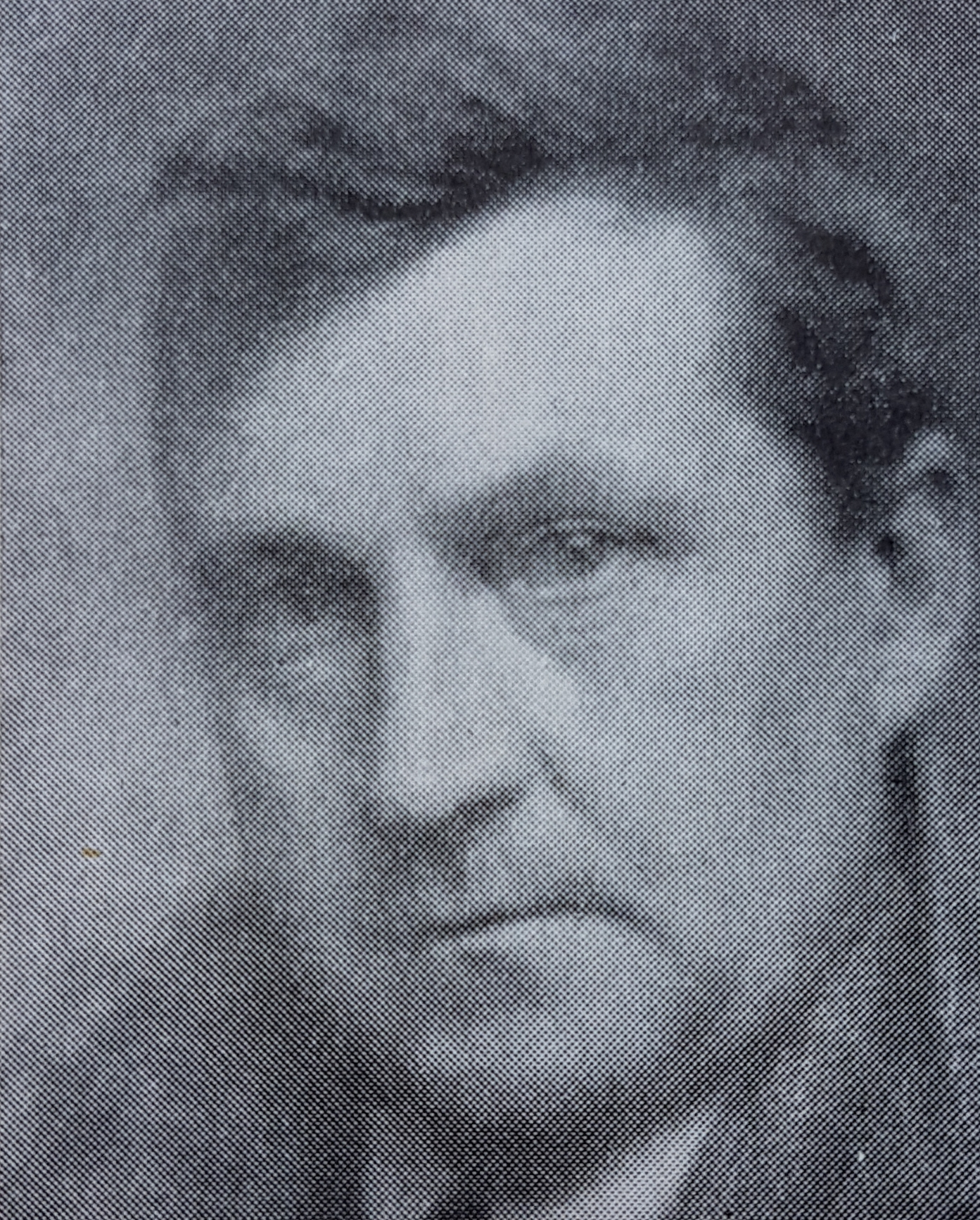
Emil Abrahamsen

Emil Alfred Abrahamsen, född 7 juni 1875 i Stavanger, död 16 mars 1964 i Stavanger, var en norsk målare.
Abrahamsen gick i unga år till sjöss när han sedan gick i land fick han arbete i en manufakturaffär. Under de tre åren han arbetade i affären kom han i kontakt med Gerhard Munthe och Alexander Kielland som efter att de sett hans teckningar och skisser uppmuntrade honom att studera konst. Han valde då omkring 1900 att studera konst för Sigurd Moe i Stavanger, därefter följde från 1912 studieresor till Sydfrankrike, München och Wien. Under en åtta månaders lång vistelse i Paris 1920 studerade han för André Lhote vid Académie Moderne. Under Paristiden gjorde han sitt enda försök som teaterdekoratör när han utförde dekormålningarna till Sigurd Jónssons pjäs Ønsket som sattes upp på Théâtre des Champs Elysées. Abrahamsen deltog i Statens Kunstutstilling första gången 1902 och kom att medverka där sex gånger. Han medverkade i utställningen Vestlansmalernes utstilling som visades på Kunstnernes Hus och några gånger med Kunstnerforbundet i Oslo. Han var representerad i vänortsutställningen som visades i Stavanger, Esbjerg, Eskilstuna och Jyväskylä 1953-1954. Separat ställde han ut på bland annat Blomqvists Kunsthandel i Oslo första gången 1907 och ett flertal gånger i Stavanger. Hans konst består av motiv hämtade från Stavanger, Jæren, Ogna och Gudbrandsdalen där han har avbildat stadsmotiv, landskapsskildringar, äldre byggnader och i mindre omfattning målade han även interiörer, blommor och stilleben.